# 水文學家灣
62°13′S 58°57′W / 62.217°S 58.950°W
水文學家灣（Hydrographers Cove），是南極洲的海灣，位於南設得蘭群島的喬治王島，處於阿德利島和菲爾德斯半島之間，在1968年由蘇聯探險隊測量命名，現時由南極條約體系管理。